# Aleksander Walczak
Aleksander Hubert Walczak (ur. 8 stycznia 1930 w Grajewie, zm. 16 sierpnia 2022) – polski inżynier, kapitan żeglugi wielkiej, naukowiec, mentor, wieloletni rektor Wyższej Szkoły Morskiej.

## Życiorys
W 1951 ukończył Wydział Nawigacyjny Oficerskiej Szkoły Marynarki Wojennej w Gdyni, a w 1965 Wydział Morski Wyższej Szkoły Ekonomicznej w Sopocie. Doktorat uzyskał na Politechnice Szczecińskiej w 1971, a w 1978 otrzymał tytuł profesora nauk technicznych.
Aleksander Walczak był współtwórcą Akademii Marynarki Wojennej w Gdyni, kierownikiem katedry i pierwszym dziekanem (1955) Wydziału Nawigacji i Łączności Wyższej Szkoły Marynarki Wojennej. W latach 1947–1957 odbywał zawodową służbę wojskową w Marynarce Wojennej, między innymi jako zastępca dowódcy ORP „Błyskawica”. Od roku 1957 pracował na przemian w szkolnictwie morskim i na statkach armatorów rybackich i handlowych (PSRM, PLO, PŻM). Ponad 12 lat pływał na różnych typach statków, w tym 8 lat jako kapitan.
Aleksander Walczak pełnił funkcję dziekana Wydziału Nawigacyjnego (1969-1971), prorektora (1971-1978) oraz rektora (1978-1984 i 1990-1996) Wyższej Szkoły Morskiej w Szczecinie. Był również członkiem II, VII i VIII kadencji Rady Głównej Szkolnictwa Wyższego, członkiem zarządu World Maritime University w Malmö (1983-1987), stałym przedstawicielem Polski przy Międzynarodowej Organizacji Morskiej (IMO) w Londynie (1984-1989), członkiem sekcji technicznej Centralnej Komisji do spraw Stopni i Tytułów Naukowych (1991-1993), przewodniczącym Kolegium Rektorów Szkół Wyższych Szczecina (1991-1996), prezesem Towarzystwa Wiedzy Powszechnej w Szczecinie (1974-1984) oraz prezesem Szczecińskiego Klubu Kapitanów Żeglugi Wielkiej (1990-2005).
Pochowany został na cmentarzu Centralnym w Szczecinie (kwatera 15 A).

## Życie prywatne
Żoną Aleksandra Walczaka była prof. Maria Czerepaniak-Walczak.

## Publikacje
W swym dorobku naukowym miał ponad 250 publikacji, w tym 35 książek, monografii i skryptów.

## Nagrody i wyróżnienia
- doktor honoris causa Akademii Morskiej w Szczecinie (2022) – w uznaniu wybitnych zasług w tworzeniu wyższego szkolnictwa morskiego[2],
- doktor honoris causa Akademii Wojennej w Gdyni (2015),
- Medal za zasługi dla Szczecina (2010)[3].
- Krzyż Komandorski Orderu Odrodzenia Polski (1984)[4].
- Krzyż Kawalerski Orderu Odrodzenia Polski (1976)[4].
- Złoty Krzyż Zasługi (1971)[4].
- Medal Edukacji Narodowej (1973)[4].
- Złoty Medal za Zasługi dla Obronności Kraju (1981)[4].
- Srebrny Medal za Zasługi dla Obronności Kraju (1971, 1979)[4].
- Brązowy Medal za Zasługi dla Obronności Kraju (1961)[4].
- Medal za zasługi dla Marynarki Wojennej (1974)[4].
- Brązowy medal sił zbrojnych w służbie Ojczyzny (1956)[4].
- Medal za zasługi dla Harcerstwa (1975)[4].
- Medal za zasługi dla Transportu RP (1994, 1998)[4].
- Medal za zasługi dla Kultury (1981)
- Gryf Pomorski (1974, 2003)
- Srebrna odznaka Zasłużony Pracownik Morza (1968)[4].
- Brązowa odznaka Zasłużony Pracownik Morza (1965)[4].